# Libanon i olympiska sommarspelen 1964
Libanon deltog i de olympiska sommarspelen 1964 med en trupp bestående av 5 deltagare. Ingen av landets deltagare erövrade någon medalj.